# Wettrup

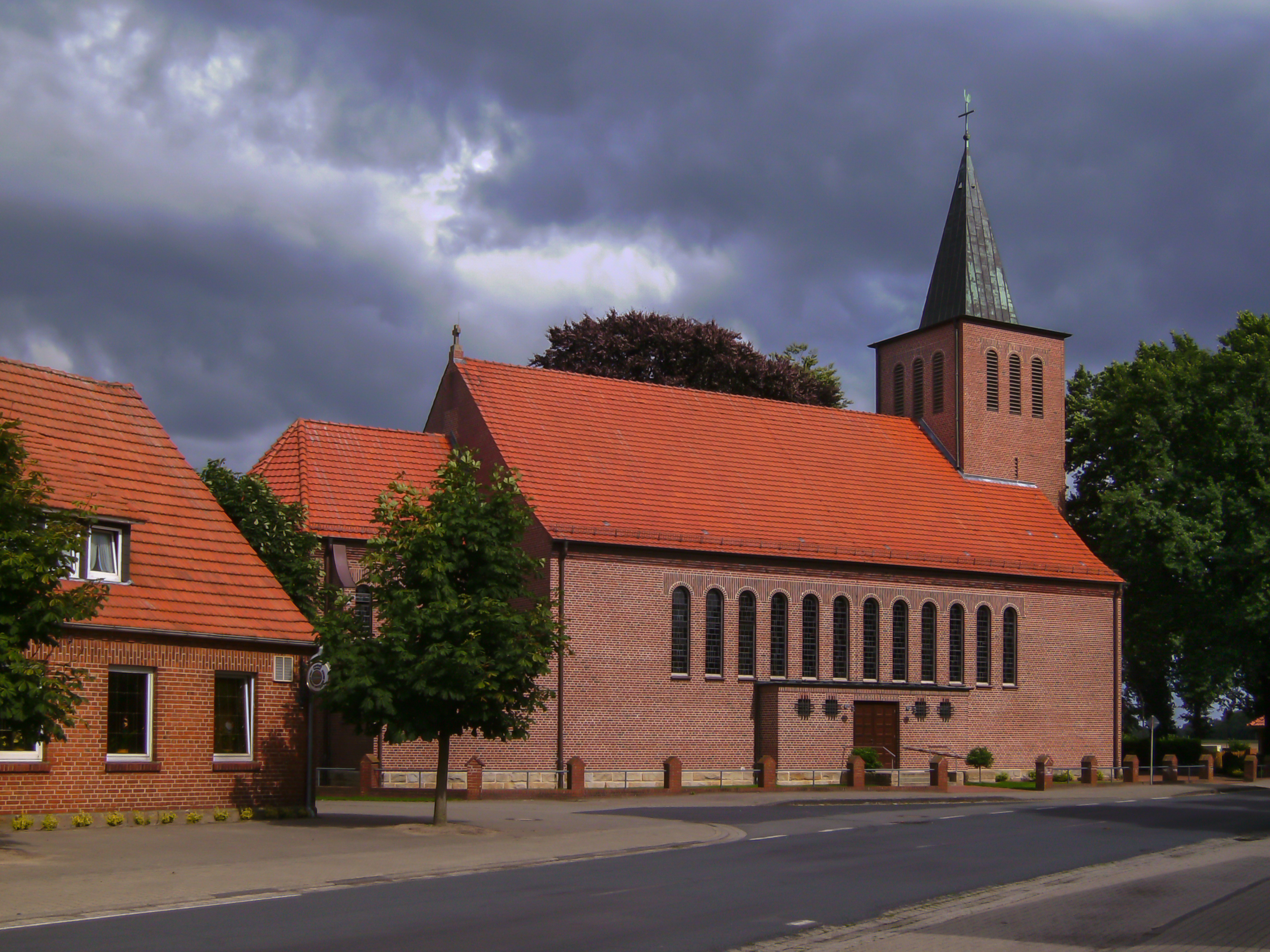
Katholische St.-Antonius-Kirche

Wettrup ist eine Gemeinde in der Samtgemeinde Lengerich im Landkreis Emsland in Niedersachsen.

## Geografie

### Geografische Lage
Wettrup liegt ca. 20 km östlich der Ems und der Stadt Lingen ziemlich genau zwischen den Städten Haselünne und Fürstenau. Es ist ein kleines Dorf mit ca. 650 Einwohnern und einer Fläche von 13 km² am östlichen Rande des Landkreises Emsland, direkt an der Grenze zum Landkreis Osnabrück. Im Osten erstreckt sich ein Ausläufer des Wiehengebirges und im Norden liegt das Hahnenmoor. Die nächste größere Stadt ist Lingen etwa 25 km westlich. Meppen liegt 30 km nordwestlich und Cloppenburg 40 km nordöstlich von Wettrup.

### Nachbargemeinden
Nachbargemeinden sind im Norden die Stadt Haselünne und die Gemeinde Dohren in der Samtgemeinde Herzlake, im Osten die Gemeinden Berge und Bippen, beide in der Samtgemeinde Fürstenau im Landkreis Osnabrück, sowie im Südwesten die Gemeinde Handrup.

## Geschichte

### Namensherkunft
In dem Heberegister des Klosters Werden aus dem Jahre 890 erscheint erstmals das Dorf unter dem Namen Wethonthorpe. Zur Herkunft gibt es drei Versionen.
Die eine stammt von Schriever, der eine Geschichte des Kreises Lingen verfasste. Er leitete Wethon vom angelsächsischen Widon ab, was so viel wie weiden bedeutet, und kam so zu der Deutung Weidedorf.
Nach einer weiteren Version ist der Name vom altdeutschen Wort vitu = Weh abgeleitet, das einen leichten Baumbestand bezeichnet, in dem geweidet werden kann.
Schließlich wird Wettrup mit dem angelsächsischen Wort wet, welches niedrig, feucht bedeutet, in Verbindung gebracht. Das Grundwort bezeichnet eine Ansiedlung bzw. ein Dorf. Es könnte also eine Ansiedlung in einem relativ nassen Gelände bedeuten.
Die letzte Deutung erscheint plausibel, weil der Ort niedrig liegt und in der Vergangenheit vielfach von Hochwasser betroffen war. Das höher liegende Nachbardorf Handrupwird durch seinen Namen als hochliegendes Dorf bezeichnet.

### Entwicklung des Ortes
|               | 1880 | 1900 | 1925 | 1933 | 1939 | 1950 |
| ------------- | ---- | ---- | ---- | ---- | ---- | ---- |
| Einwohnerzahl | 610  | 608  | 652  | 638  | 650  | 780  |

## Politik

### Gemeinderat
Der Gemeinderat hat neun gewählte Mitglieder. Die Ratsmitglieder werden durch eine Kommunalwahl für jeweils fünf Jahre gewählt. Die aktuelle Amtszeit begann am 1. November 2021 und endet am 31. Oktober 2026.
| Partei | 2021 | 2016 | 2011 | 2006 |
| ------ | ---- | ---- | ---- | ---- |
| CDU    | 9    | 9    | 9    | 9    |

### Bürgermeister
- Seit 2016 Hermann Berning (CDU)
- 2001–2016 Bernhard Drentker (CDU)[4]
- 19??–2001 Hedwig Wilken-Keeve[5]

## Gewerbe
Das Gewerbegebiet Eikhof grenzt an die B 402 und hat eine Gesamtgröße von 4,25 ha.

## Wohnbebauung
Angrenzend an den Dorfkern wurde Mitte der 1990er ein neues Gebiet zur Wohnbebauung freigegeben. Im Baugebiet „Brökers Kamp“ wurde im Jahr 2020 mit der Bebauung des dritten Bauabschnittes begonnen. Derzeit (2023) befindet sich ein neues Baugebiet südöstlich des Ortseingangs an der Bahnhofstraße im Genehmigungsprozess.

## Kultur und Sehenswürdigkeiten
Die katholische Saalkirche St. Antonius und St. Gerhard Majella aus Backsteinen wurde nach einem Entwurf von Wilhelm Sunder-Plassmann gebaut.

### Sport
Es besteht der Sportverein Wettrup 1968 e. V. Die 1. Fußballseniorenmannschaft spielt derzeit (2022) in der 2. Kreisklasse Emsland Süd. Außer Fußball bietet der SV Wettrup Boule an und unterhält eine Schießsportgruppe.

### Vereine
Es bestehen die Vereine:
- Heimat- und Kulturverein Wettrup
- Katholische Frauengemeinschaft Wettrup
- Katholische Landjugend Wettrup
- Plattdeutsche Theatergruppe Wettrup
- Tanzgruppe Wettrup
- Seniorengruppe Wettrup
- Sportverein SV Wettrup e. V.

### Feuerwehr
Die Freiwillige Feuerwehr Wettrup wurde 1942 gegründet. Das Feuerwehrhaus am Gemeindehaus verfügt über zwei Fahrzeugboxen, einen Schulungsraum und eine Werkstatt.
Der Gebäudekomplex von Gemeinde- und Feuerwehrhaus wurde 1996 errichtet, nachdem das vorherige Gebäude 1995 abgebrannt war. Zum Fahrzeugpark gehört seit 2017 ein MLF auf einem MAN Fahrgestell. Das LF 8 wurde im gleichen Jahr zu einem Gerätewagen (Mercedes-Benz-Fahrgestell Bj. 1991) umgebaut. Der Feuerwehr gehören 34 aktive Kameraden und 9 Ehrenmitglieder in der Altersabteilung an.

## Verkehr
Wettrup liegt an der B 402 zwischen Fürstenau und Haselünne.
Die Autobahnanschlussstellen Holdorf und Osnabrück Nord/Bramsche der A 1 sind etwa 35 km Luftlinie von Wettrup entfernt. Die Anschlussstelle der A31 Lingen/Lohne ist etwa 30 km Luftlinie entfernt.